# Kevin Pollak

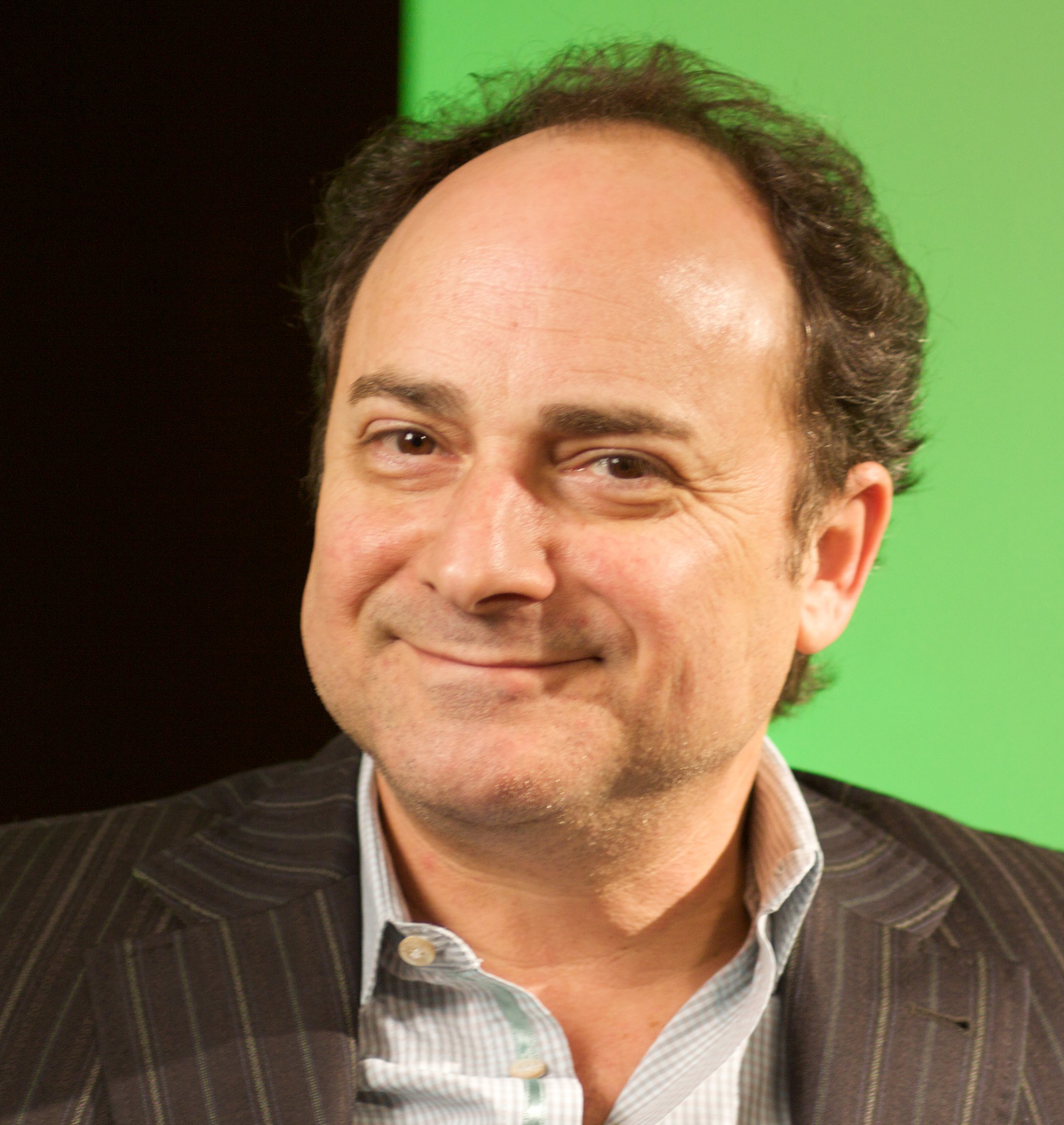
Kevin Pollak (2009)

Kevin Elliot Pollak (* 30. Oktober 1957 in San Francisco, Kalifornien) ist ein US-amerikanischer Schauspieler, Drehbuchautor, Filmproduzent und Komiker.

## Leben und Karriere
Bereits im Alter von zehn Jahren trat Kevin Pollak als Stand-up-Komiker auf und tourte Ende der 1970er Jahre mit eigenen Programmen durch die USA. Nachdem er Anfang der 1980er Jahre bereits kleinere Auftritte im Fernsehen gehabt hatte, gelang ihm 1988 mit dem Fantasyfilm Willow von George Lucas der Sprung auf die Kinoleinwand. Zwei Jahre später spielte er in Barry Levinsons Familiensaga Avalon mit. 1992 wurde er einem größeren Kinopublikum durch seine Rolle in dem Gerichtsdrama Eine Frage der Ehre bekannt, in dem er neben Tom Cruise, Jack Nicholson und Demi Moore zu sehen war.
Es folgten Filme wie die Filmkomödien Ein verrücktes Paar und Der dritte Frühling – Freunde, Feinde, Fisch & Frauen, das Las-Vegas-Drama Casino, der Thriller Das Chamäleon, der Musikfilm That Thing You Do!, der Mystery-Thriller Die üblichen Verdächtigen und der Thriller Outside Ozona. 1997 entwickelte und produzierte Pollak zusammen mit seiner Frau Lucy Webb den Fernsehfilm The Underworld. In den folgenden vier Jahren spielte er unter anderem in dem Thriller Deterrence, in der Filmkomödie Sex Monster, in dem Filmdrama Buffalo ’66, in dem Horror-Fantasy-Thriller End of Days – Nacht ohne Morgen, in der Krimikomödie Keine halben Sachen und in der Komödie Wedding Planner – Verliebt, verlobt, verplant.
2001 wagte Pollak ein Bühnen-Comeback und tourte durch 20 Städte der USA. Nach Beendigung der Tournee folgten Rollen in den Komödien Dr. Dolittle 2, Keine halben Sachen 2 – Jetzt erst recht! und dem Thriller Hostage – Entführt. Daneben widmet er sich seit dieser Zeit vermehrt dem Independentfilm. So wirkte er 2004 und 2006 in Gary B. Yates’ Filmdramen Seven Times Lucky und Niagara Motel sowie 2011 im Action-Horror-Thriller Red State mit.
1999 wurde Pollak für seine Rolle in der Fernsehserie From the Earth to the Moon für einen Golden Satellite Award nominiert. Ein Jahr darauf erhielt er eine Nominierung für einen Blockbuster Entertainment Award für seine Rolle in End of Days. 1995 wurde er zusammen mit den Darstellern des Films Die üblichen Verdächtigen mit dem NBR Award des National Board of Review Award ausgezeichnet.
Pollak ist ein Komiker, der im gleichen Maße als Charakterdarsteller tätig ist.

## Privat
1995 heiratete er die Schauspielerin Lucy Webb, deren Filmpartner er im Thriller Outside Ozona (1998) war. 2008 reichte er die Scheidung ein.

## Filmografie (Auswahl)
- 1988: Willow
- 1990: Avalon
- 1991: L.A. Story
- 1991: Ricochet – Der Aufprall (Ricochet)
- 1992: Eine Frage der Ehre (A Few Good Men)
- 1993: Wayne’s World 2
- 1993: Ein verrücktes Paar (Grumpy Old Men)
- 1993: Indian Summer – Eine wilde Woche unter Freunden (Indian Summer)
- 1995: Unsere feindlichen Nachbarn (Canadian Bacon)
- 1995: Die üblichen Verdächtigen (The Usual Suspects)
- 1995: Casino
- 1995: Miami Rhapsody
- 1995: Der dritte Frühling – Freunde, Feinde, Fisch & Frauen (Grumpier Old Men)
- 1995: Das Chamäleon (Chameleon)
- 1996: Hausarrest (House Arrest)
- 1996: That Thing You Do!
- 1997: Ort der Wahrheit (Truth or Consequences, N.M.)
- 1998: Outside Ozona
- 1999: End of Days – Nacht ohne Morgen (End of Days)
- 1999: Deterrence
- 1999: Eine wie keine (She’s All That)
- 1999: Deal of a Lifetime – Ein teuflischer Pakt (Deal of a Lifetime)
- 2000: Keine halben Sachen (The Whole Nine Yards)
- 2001: Wedding Planner – Verliebt, verlobt, verplant (The Wedding Planner)
- 2001: Crime is King (3000 Miles to Graceland)
- 2002: Dr. Dolittle 2
- 2002: Santa Clause 2 – Eine noch schönere Bescherung (The Santa Clause 2)
- 2002: Stolen Summer – Der letzte Sommer (Stolen Summer)
- 2004: Keine halben Sachen 2 – Jetzt erst recht! (The Whole Ten Yards)
- 2004: Seven Times Lucky
- 2004: Our Time Is Up (Kurzfilm)
- 2005: Hostage – Entführt (Hostage)
- 2006: Santa Clause 3 – Eine frostige Bescherung (The Santa Clause 3)
- 2006: Niagara Motel
- 2006: Das verschwundene Zimmer (The Lost Room)
- 2007: Nur die Liebe hilft (Numb)
- 2007–2008: Shark (Fernsehserie, 8 Folgen)
- 2008: Party Date – Per Handy zur großen Liebe (Picture This!)
- 2008: Otis
- 2009: Middle Men
- 2010: Cop Out – Geladen und entsichert (Cop Out)
- 2011: Choose
- 2011: Red State
- 2012: Columbus Circle
- 2012: The Magic of Belle Isle – Ein verzauberter Sommer (The Magic of Belle Isle)
- 2013: Grace Unplugged
- 2014–2015, 2020: Mom (Fernsehserie, 15 Folgen)
- 2016: War Dogs
- 2017: State of Mind – Der Kampf des Dr. Stone (Three Christs)
- 2017–2019, 2022: The Marvelous Mrs. Maisel (Fernsehserie, 25 Folgen)
- 2017–2022: Better Things (Fernsehserie, 12 Folgen)
- 2018: Der Spitzenkandidat (The Front Runner)
- 2019: Billions (Fernsehserie, 5 Folgen)
- 2022: Willow (Fernsehserie, 1 Folge)
- 2023: The Neighborhood (Fernsehserie, 2 Folgen)
- 2023: Santa Clause: Die Serie (The Santa Clauses, Fernsehserie, 1 Folge)
- 2024: What We Do in the Shadows (Fernsehserie, 1 Folge)

## Trivia
Pollak nahm mehrfach an der Poker-Weltmeisterschaft am Las Vegas Strip teil. Er erreichte in den Jahren 2012 und 2019 die Preisgeldränge und gewann insgesamt knapp 70.000 US-Dollar.